# Helmuth von Schele
Helmuth Karl Ernst Freiherr von Schele (* 24. November 1858 in Oldenburg (Oldb); † 24. Juli 1922 in Naumburg (Saale)) war ein deutscher Verwaltungsbeamter.

## Herkunft
Seine Eltern waren oldenburgischer Kammerherr Ludwig von Schele (* 11. Januar 1810; † 29. April 1886) und dessen Ehefrau Mathilde von Freitag (* 8. August 1827; † 19. Januar 1893) aus dem Haus Daren.

## Leben
Helmuth von Schele studierte an der Georg-August-Universität Göttingen. 1880 wurde er Mitglied des Corps Bremensia. Nach Abschluss des Studiums trat er in den preußischen Staatsdienst. Von 1905 bis 1922 war er Landrat des Kreises Naumburg. Als in Naumburg am 25. Februar 1919 vom Arbeiter- und Soldatenrat der Generalstreik ausgerufen wurde, initiierte er einen Abwehrstreik der Bürger- und Beamtenschaft.

## Familie
Schele heiratete am 27. Oktober 1883 Emmy Stach von Golzheim. Das Paar hatte eine Tochter: Mathilde (* 27. April 1885).